# Malé Trakany
Malé Trakany (in ungherese Kistárkány) è un comune della Slovacchia facente parte del distretto di Trebišov, nella regione di Košice.